# 池田秀幸
池田秀幸（いけだ ひでゆき、1975年8月5日 - ）は日本の医師、医学博士。
医療法人秀浩会の理事長。一般財団法人池田福祉財団評議員。

## 経歴
- 出生地：福島県伊達郡梁川町（現・伊達市）
- 出身校：獨協医科大学医学部
- 現　職：医療法人 秀浩会　理事長
- 前　職：足利赤十字病院　皮膚科医長
- 称　号：医学博士（獨協医科大学大学院）

- 親　族
  - 池田善治（元福島県県議会議長）
  - 池田敏博（一般財団法人 池田福祉財団理事長[1]）
  - 池田順子（福島県伊達市市議会議員）
  - 池田浩之（医療法人 秀浩会　理事）

## 所属学会・団体
- 医療法人 秀浩会
- 一般財団法人 池田福祉財団（評議員）
- 日本皮膚科学会